# Киноостров
Кинофестива́ль «Киноо́стров» — Всероссийский детский кинофестиваль, с 2009 года ежегодно проводится в Санкт-Петербурге.
На фестивале представлены фильмы, созданные детьми, при участии детей и для детей. Участники кинофестиваля присылают свои работы со всей территории Российской Федерации. Во внеконкурсной программе показываются фильмы детских киностудий стран СНГ и дальнего зарубежья.

## Конкурсная программа
Все работы, представленные на конкурсную программу фестиваля, оцениваются дифференцированно, в рамках одной из категорий:
1. Категория А (любители) Фильмы, сделанные в условиях школы или дома. Авторы этой категории как взрослые, так и дети не являются профессионалами. Фильмы школьных или других детских студий, в которых руководители коллективов также не являются профессионалами в области киноискусства, тоже относятся к данной категории.
2. Категория B (детские студии) Фильмы, сделанные авторами в условиях специализированных киновидеообъединений, кружков или студий. К данной категории относятся фильмы сделанные юными авторами под руководством или с помощью профессионалов в области кино.
3. Категория C (профессионалы) Фильмы взрослых авторов — профессионалов, студентов и выпускников киновузов или кинообъединений, работников телевидения. Авторы данной категории являются профессионалами в области киноискусства.
4. Категория D (Дебют) Фильмы, снятые в рамках кинообразовательной программы фестиваля «Киноостров»

## Номинации
1. Главные призы за 1 место в 4 категориях (A, B, C, D);
2. Гран-при фестиваля. Определяется по итогам голосования детского жюри;
3. Профессиональные номинации:

- лучшая идея фильма
- лучший сценарий
- лучшая режиссура
- лучшая операторская работа
- лучшая женская роль
- лучшая мужская роль
- лучший актерский ансамбль
- лучшая роль второго плана
- лучшее звуковое решение
- лучшие трюки
- лучший грим, костюм